# Guardia Ofensiva

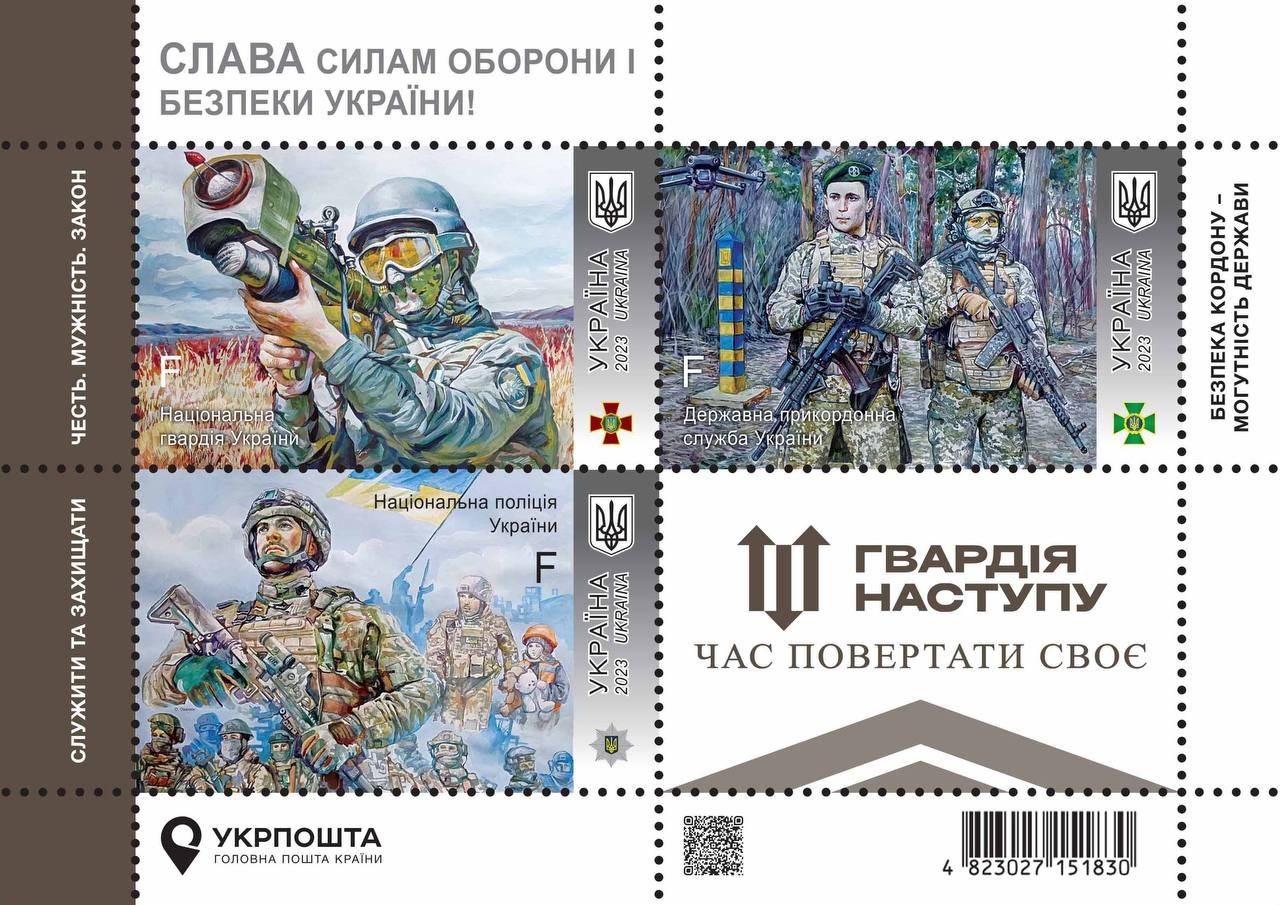
Estampilla de la Guardia Ofensiva «Gvardia nastupu»

«Guardia Ofensiva»:(ucraniano: Гвардія Наступу, romanizado: Gvardiia Nastupu) Es una campaña de reclutamiento del Ministerio del Interior de Ucrania, cuyo objetivo es formar nuevas brigadas de asalto de la Guardia Nacional de Ucrania, la Policía Nacional de Ucrania y la Guardia fronteriza de Ucrania, que liberará los territorios de Ucrania ocupados temporalmente por Rusia El principal objetivo de este proyecto es fortalecer las capacidades de seguridad y defensa del país mediante la creación de unidades capaces de responder a diversas amenazas y desafíos.

## Historia

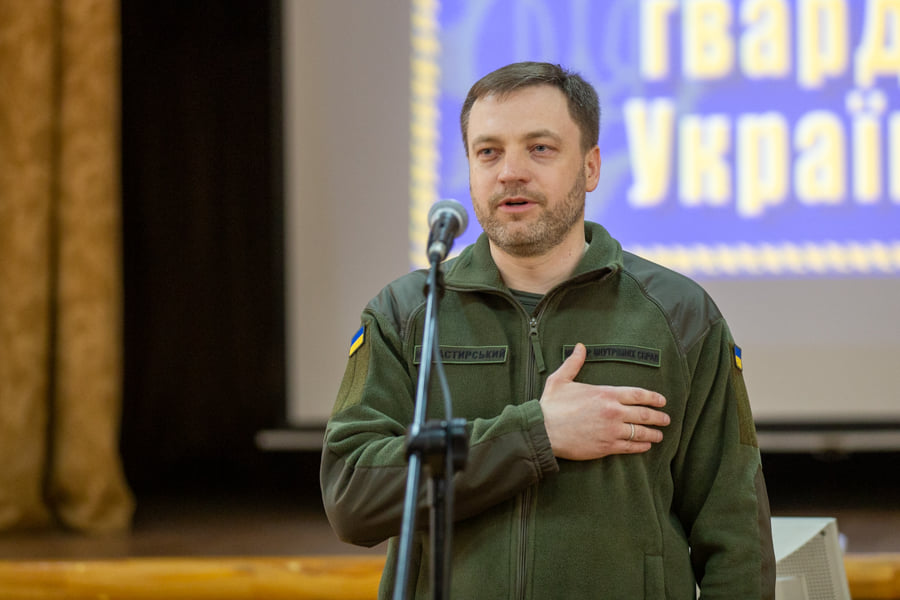
Denís Monastirski

La idea del proyecto surgió del entonces ministro del Interior de Ucrania, Denís Monastirski , pero poco antes del inicio de la campaña de reclutamiento,Denís Monastirski murió en un Accidente de helicóptero en Brovarí de 2023 y el reclutamiento de voluntarios comenzó el 2 de febrero de 2023.
El proyecto ha convocado a voluntarios para que se unan al esfuerzo de Guerra, con especial énfasis en miembros activos de la Policía Nacional de Ucrania, la Guardia fronteriza de Ucrania y la Guardia Nacional, así como veteranos de la guerra ruso-ucraniana. La respuesta a la convocatoria de voluntarios ha sido significativa, con más de 27.000 consultas registradas por Asuntos Internos en poco más de una semana. De ellos, 15.000 solicitantes, entre ellos 500 candidatas mujeres, han solicitado la admisión, y más de 800 personas ya han superado exámenes médicos como parte del proceso de alistamiento.
El levantamiento proyectado de la Guardia fue un éxito rotundo y en abril de 2023 el Ministerio del Interior de Ucrania recomendó el levantamiento de más formaciones.
El 2 de mayo de 2023, Ihor Klymenko anunció que en el futuro se crearán nuevas brigadas como parte de esta campaña.

## Estructura
A partir de 2023, la estructura es la siguiente:

### Guardia Nacional de Ucrania
A) 1ª Brigada Presidencial Burevii, Vyshgorod, Óblast de Kiev
- Jefatura de Brigada y Comando de brigada
- 1er Batallón de Infantería
- 2do Batallón de Infantería
- 3er Batallón de Infantería
- Batallón de Artillería
- Batallón de Defensa Antiaérea

B) 3.ª Brigada Espartana, Járkov, Óblast de Járkov
- Jefatura de Brigada y Comando de brigada
- 1er Batallón de Infantería
- 2do Batallón de Guardias
- 3er Batallón de Guardias
- 4to Batallón de Guardias
- Compañía de tanques
- Batallón de Artillería
- Batallón de Defensa Antiaérea
- Compañía de Reconocimiento

C) 4.ª Brigada de Reacción Rápida,Hostómel, Óblast de Kiev
- Jefatura de Brigada y Comando de brigada
- 1er Batallón de Infantería
- 2do Batallón de Infantería
- 3er Batallón de Infantería "Svoboda"
- 4to Batallón de Infantería
- Compañía de tanques
- Batallón de Artillería
- Batallón de Defensa Antiaérea

D) 13ª Brigada Jartiia, Óblast de Járkov
- Jefatura de Brigada y Comando de brigada

E) 14ª Brigada Chervona Kalyna, Kalynivka, Óblast de Vínnitsa
- Jefatura de Brigada y Comando de brigada

F) 15ª Brigada Kara-Dag, Zaporiyia, Óblast de Zaporiyia 
- Jefatura de Brigada y Comando de brigada
- 1er Batallón de Infantería
- 2do Batallón de Infantería
- 3er Batallón de Infantería
- Compañía de Tanques
- Batallón de Artillería de Campaña
- Batallón de Defensa Antiaérea
- Compañía de Reconocimiento

G) 12.ª Brigada de Asalto Azov, Yúrivka, Óblast de Donetsk
- Jefatura de Brigada y Comando de brigada
- 1er Batallón de Infantería
- 2do Batallón de Infantería
- 3er Batallón de Infantería
- Compañía de tanques
- Batallón de Artillería
- Batallón de Defensa Antiaérea
- Compañía de reconocimiento

### Policía Nacional de Ucrania
Brigada Liut
- Jefatura de Brigada y Comando de brigada
- Regimiento Safari
- Regimiento Tsunami
- Batallón Luhansk-1
- Batallón Myrotvorets
- Batallón Skif
- Batallón Zakhid
- Batallón Enei
- Batallón Tavr

### Guardia fronteriza de Ucrania
Brigada Stalevyi Kordon
- Jefatura de Brigada y Comando de brigada[11]

## Enlace Externo
Página Electrónica Oficial 